# Montigny-en-Arrouaise
Montigny-en-Arrouaise és un municipi francès del departament de l'Aisne, als Alts de França.
Forma part de la Communauté de communes du Pays du Vermandois.

## Geografia
Abans, a la regió, hi havia un espès bosc que es deia Arrouaise. Aquest era aprofitat per les revoltes dels gals contra els romans. Els Romans van aprofitar les particularitats geogràfiques com els pujols per a fundar-hi establiments de vigilància. Així va néixer Montigniacus, que a partir del segle xii incorporà el nom d'Arrouaise al nom del poble.

## Història

### Montigny-Carrotte
Des de la Revolució, l'alcalde Nicolas Claude Elliot, anomenat "L'Abbat Elliot", invità el Prefecte de l'Aisne a una partida de caça a Montigny-en-Arrouaise. Aquest va veure els camps de pastanagues i adreçà els seus correus de la Prefectura mencionant "Montigny-Carotte". Oficialment, el nom del municipi es va canviar el 1802 i totes les cartes foren modificades. El 1902, per una deliberació del Consell Municipal es restablí el nom d'Arruaise.

## Administració
Des de 2008, l'alcalde de Montigny és Maurice Favereaux.

## Demografia
- 1962: 347 habitants.
- 1975: 316 habitants.
- 1982: 296 habitants.
- 1990: 300 habitants.
- 1999: 274 habitants.
- 2007: 288 habitants.
- 2008: 292 habitants.[1]

## Personalitats lligats al municipi
- Wallon o Gallon de Montigny: Cavaller que salvà la vida de Felip II de França a la batalla de Bouvines el 1214. Senyor de Montigny.
- François-Marie Boulogne (nascut a Montigny-en-Arrouaise el 1775). Militar. Formà part del 16è Regiment d'Infanteria de Línia i va obtenir la Legió d'Honor el maig de 1806. Seguí a Napoleó a Itàlia, Rússia i Espanya. Feu 21 anys de servei.
- MIcowËL, artista: El 2003 instal·là el seu taller.